# Historia de los judíos en Andorra
La comunidad judía en Andorra es pequeña y contaba en 2010 con unas 150 personas. La mayoría son descendientes de judíos sefardíes de Marruecos.

## Historia
El asentamiento judío de Andorra fue interrumpido por la expulsión de judíos de la península ibérica en 1492, después de lo cual cualquier presencia judía y su cultura en Andorra fue prácticamente inexistente. Los judíos fueron autorizados a establecerse nuevamente en la zona a partir del siglo XIX.

### sigloXX
Durante la Segunda Guerra Mundial, muchos refugiados judíos que huían del Nazismo pasaron por Andorra. En los años 60 del siglo XX (especialmente durante de la Guerra de los Seis Días en 1967), Andorra se convirtió en el objetivo de un número de judíos del norte de África originarios, en su mayoría, de la ciudad de Larache, en el norte de Marruecos.
Según el Informe de Libertad Religiosa de los Estados Unidos, la comunidad judía de Andorra está bien integrada en su sociedad y no sufre discriminación. Al igual que otras minorías religiosas, se enfrenta al problema de la ausencia de su propio cementerio. Aunque pueden enterrar a sus muertos en los cementerios existentes, los municipios no asignan terrenos o áreas de entierro separadas en esos cementerios para uso de la comunidad judía. Por esa causa, los judíos andorranos suelen ser enterrados fuera de su país, en Toulouse (Francia), o en Barcelona (España), por su proximidad.
En 2000, la comunidad judía abrió y consagró una sinagoga y un centro cultural.